# پدلی (کالیفرنیا)
پدلی (به انگلیسی: Pedley) یک منطقهٔ مسکونی در ایالات متحده آمریکا است که در شهرستان ریورساید، کالیفرنیا واقع شده‌است. پدلی ۱۳٫۲۵۰ کیلومتر مربع مساحت و ۱۲٬۶۷۲ نفر جمعیت دارد و ۲۲۰ متر بالاتر از سطح دریا واقع شده‌است.